# Розширення зіниці

Розширення і звуження зіниці.

Реакція зіниць — фізіологічна реакція, яка варіює розмір зіниці через зоровий та окоруховий черепно-мозковий нерв.
Відповідь на звуження (міоз)  — це звуження зіниці, яке може бути спричинене пряжками склер або наркотиками, такими як опіати/опіоїди або ліки проти гіпертонії. Звушення зіниці відбувається, коли круговий м’яз, керований парасимпатичною нервовою системою (ПСНС), стискається.
Розширена реакція (мідріаз) — це розширення зіниці, яка може бути спричинена адреналіном, антихолінергічними засобами або препаратами, такими як MDMA, кокаїн, амфетаміни, дисоціативи та деякі галюциногенні речовини. Розширення зіниці відбувається, коли гладкі клітини променевого м’яза, керовані симпатичною нервовою системою (СНС), скорочуються.
Реакції можуть мати різні причини — від мимовільної рефлекторної реакції на вплив чи впливу світла — в умовах недостатнього освітлення розширений зіниця пропускає більше світла в око — або це може свідчити про інтерес до предмета уваги чи збудження, сексуального стимулювання , невизначеність , конфлікт рішень , помилки  або збільшення когнітивного навантаження  або попиту. Відповіді сильно корелюють з активністю в системі нейромедіаторів locus coeruleus.    Зіниці скорочуються безпосередньо перед початком швидкого сну.  Реакція зіниць може бути навмисно обумовлена як реакція Павлова на деякі подразники. 
Латентність реакції зіниць (час, за який вона потрібна) зростає з віком.  Вживання стимуляторів центральної нервової системи та деяких галюциногенних препаратів може спричинити розширення зіниці. 
В офтальмології інтенсивні дослідження реакції зіниць проводяться за допомогою відеопупілометрії. 
Анізокорія — це стан однієї зіниці, яка більше розширена, за іншу.

## Розширення зіниць під час дихання

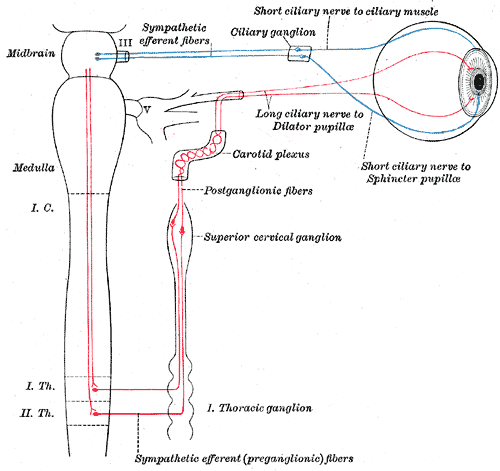
Симпатичні зв’язки циліарного та верхнього шийного гангліїв.

Дослідники з Каролінського інституту в Стокгольмі та Університету Гронінгена встановили, що розмір зіниць змінюється у ритмі з фазами дихання. За їхніми спостереженнями, під час видиху зіниці розширюються, а на початку вдиху – звужуються. Це відкриття поглиблює розуміння взаємозв’язку між диханням і роботою нервової системи.

Схема, що демонструє симпатичну та парасимпатичну іннервацію зіниці та місця ураження при синдромі Горнера.

|                                      | Звуження                                                                        | Розширення                                                                      |
| М'язовий механізм                    | Розслаблення розширювального м’яза райдужки, активація м’яза сфінктера райдужки | Активація розширювального м’яза райдужки, розслаблення м’яза сфінктера райдужки |
| Причина в світловому рефлексі зіниць | Посилене світло                                                                 | Зниження освітленості                                                           |
| Інші фізіологічні причини            | Рефлекс акомодації                                                              | Бойова реакція                                                                  |
| Відповідний нефізіологічний стан     | Міоз                                                                            | Мідріаз                                                                         |